# Vanuatu Nasonal Laebri
Die Vanuatu Nasonal Laebri (National Library) ist die Nationalbibliothek von Vanuatu. Sie ist auf dem Gelände des Vanuatu Cultural Centre in Port Vila untergebracht und enthält ca. 15.000 Bücher. Sie ist sowohl das Nationalarchiv für „seltnes und spezielles“ Material, als auch eine Öffentliche Bibliothek mit Verleih. Sie wurde im April 2004 begründet.

## Sammlung
Die Bibliothek hat zwei „Special Collections“, eine für Vanuatu und eine weitere für andere Regionen der Pacific Islands.
Sie besitzt etwa „500 seltene Gegenstände“ (some 500 rare items) über Vanuatu, vor allem eine Sammlung seltener Bücher. Darüber hinaus bewahrt sie anthropologische und archäologische Materialien, Kunst und Kunst-Referenzen, autobiographische Aufzeichnungen und Biographien, eine große Sammlung von Werken zu den Sprachen von Vanuatu, Missions-Geschichte, orale Traditionen, kulturelle, historische und politische Aufzeichnungen, Journale und Zeitschriften.
Anne Naupa ist gegenwärtig Chief Librarian (2021). Im November 2013 wurde ein neues Gebäude für die Bibliothek errichtet.